# Reed Elsevier
Reed Elsevier este o companie media anglo-neerlandeză, ale cărei publicații acoperă diverse domenii de activitate: științific, medical, legal, educațional, etc.